# Янош Гереч
Янош Гереч (угор. Göröcs János; 8 травня 1939, Гант — 23 лютого 2020, Будапешт) — угорський футболіст, що грав на позиції півзахисника. По завершенні ігрової кар'єри — футбольний тренер.
Виступав, зокрема, за клуб «Уйпешт», а також національну збірну Угорщини.
Футболіст 1960 року в Угорщині. П'ятиразовий чемпіон Угорщини. Дворазовий володар Кубка Мітропи.

## Клубна кар'єра
У дорослому футболі дебютував 1957 року виступами за команду клубу «Уйпешт», в якій провів п'ятнадцять сезонів, взявши участь у 339 матчах чемпіонату. Більшість часу, проведеного у складі «Уйпешта», був основним гравцем команди. За ці роки допоміг команді п'ять разів виграти чемпіонат Угорщини, а 1960 року був визнаний найкращим угорським футболістом року.
Завершив професійну ігрову кар'єру у клубі «Татабанья», за команду якого виступав протягом 1972—1974 років.

## Виступи за збірну
1958 року дебютував в офіційних матчах у складі національної збірної Угорщини. Протягом кар'єри у національній команді, яка тривала 13 років, провів у формі головної команди країни 62 матчі, забивши 19 голів.
У складі збірної був учасником футбольного турніру на Олімпійських іграх 1960 року в Римі, на якому команда здобула бронзові нагороди, чемпіонату світу 1962 року в Чилі.

## Кар'єра тренера
Розпочав тренерську кар'єру, повернувшись до великого футболу після тривалої перерви, 1985 року, очоливши тренерський штаб клубу «Уйпешт». Досвід тренерської роботи обмежився цим клубом, в якому Гереч працював до 1988 року.

## Титули і досягнення

### Командні
- Чемпіон Угорщини (5):

«Уйпешт»: 1959–1960, 1969, 1970, 1970–1971, 1971–1972
- Володар Кубка Мітропи (2):

«Татабанья»: 1972–1973, 1973–1974
- Бронзовий олімпійський призер: 1960

### Особисті
- Футболіст року в Угорщині: 1960
- Найкращий бомбардир Кубка володарів кубків УЄФА: 1961–1962